# Beybienkia songorica
Beybienkia songorica is een rechtvleugelig insect uit de familie Pamphagidae. De wetenschappelijke naam van deze soort is voor het eerst geldig gepubliceerd in 1956 door Tsyplenkov.